# Watichelus robustus
Watichelus robustus är en mångfotingart som beskrevs av Loomis 1949. Watichelus robustus ingår i släktet Watichelus och familjen Atopetholidae. Inga underarter finns listade i Catalogue of Life.